# Vietcombank
Vietcombank és un banc comercial del Vietnam.

## Història
Vietcombank era amb anterioritat el Departament de Gestió de Divises (FEMD) del Banc Nacional de Vietnam (NBV), fundat el 20 de gener de 1955. El 1961, l'FEMD va passar a anomenar-se Foreign Exchange Bureau (FEB) sota l'empara del Banc Estatal de Vietnam (SBV). Vietcombank va ser fundat l'1 d'abril de 1963 com a Banc de Comerç Exterior del Vietnam i va ser separat de l'Oficina de Divises de l'SBV.
El 2008, Vietcombank va ser seleccionat pel govern per a dirigir la privatització d'empreses de propietat estatal. El 30 de juny de 2009, el banc va ser cotitzat a la Borsa de Valors de Ho Chi Minh després d'una oferta pública inicial que va recaptar 652 milions de dòlars EUA, convertint-se en la companyia vietnamita més gran que va dur a terme una oferta pública inicial.
El 2011, Vietcombank va signar un acord estratègic d'accionistes amb Mizuho Corporate Bank, membre del japonès Mizuho Financial Group. El 2016 Vietcombank va recuperar la primera posició en termes de beneficis al mercat bancari vietnamita. El 2019, Vietcombank es va convertir en el primer banc vietnamita que va obtenir uns beneficis que van assolir la fita dels 1.000 milions de dòlars.

## Torre Vietcombank

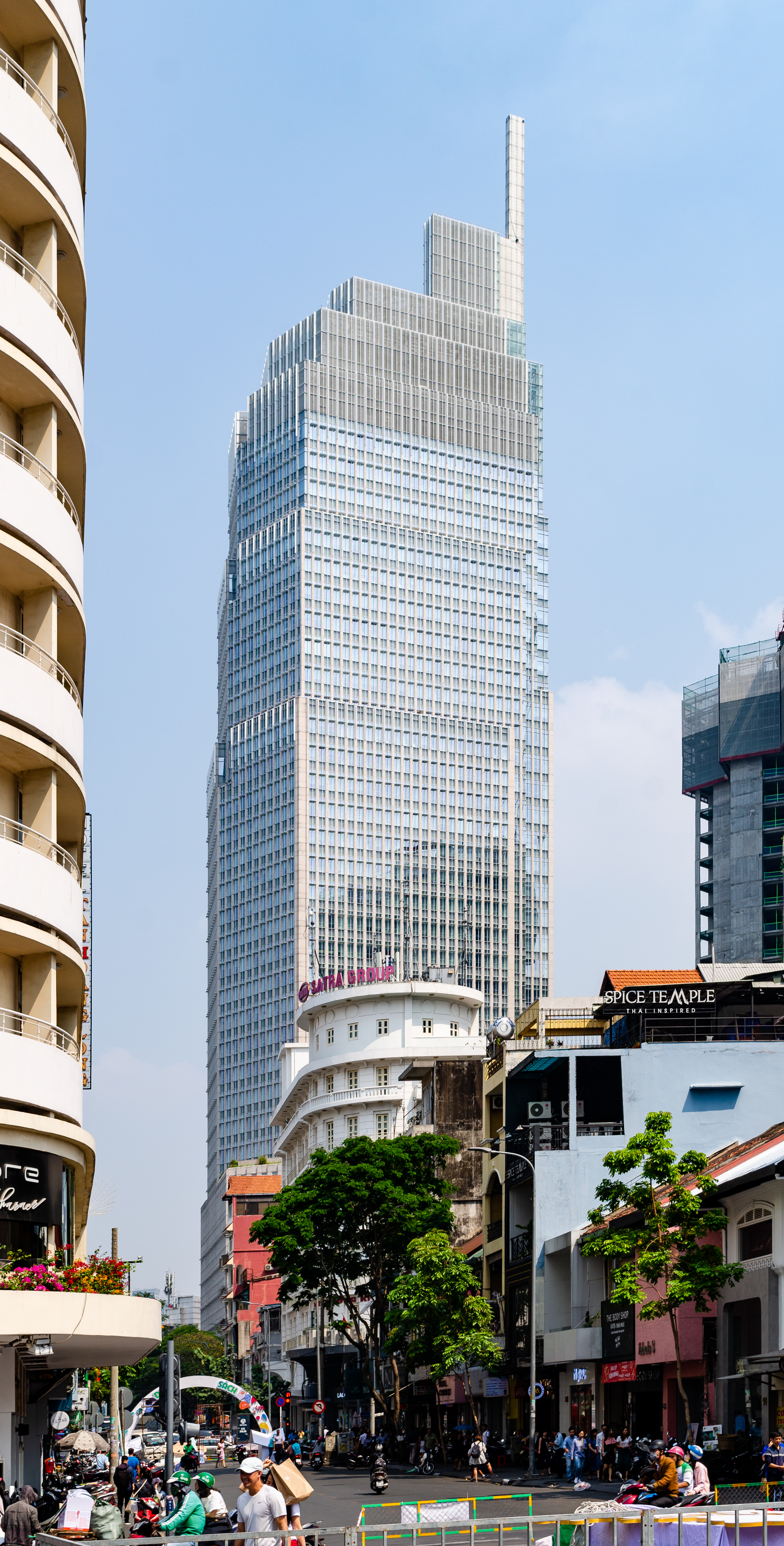
Torre Vietcombank

La torre Vietcombank és un edifici de 35 plantes a la Ciutat de Ho Chi Minh. La torre és fruit de l'associació entre Vietcombank i FELS Property Holding de Singapur. La torre es troba al Primer districte. Amb una alçada de 206 metres, és el tercer edifici més alt de la ciutat i el setè edifici més alt del Vietnam.
La construcció va començar el 2011 i es va acabar el 2014. A més de Vietcombank, les empreses amb oficines a l'edifici inclouen Lotte, Heineken, Johnson & Johnson, SSI, Idemitsu, Sun Life Financial i Pernod Ricard.